# Sarabanda
Sarabanda (do francês sarabande, por sua vez derivada do espanhol zarabanda) é uma dança em compasso ternário (geralmente 3/4 ou 3/2) e andamento lento. É uma antiga dança popular da Espanha e das suas colônias. Tornou-se uma dança processional lenta quando chegou à corte francesa, no século XVII. Chegou ao Brasil em meados do século XIX, com a vinda da corte portuguesa.
No contexto da música, a sarabanda é um dos ritmos das  suites barrocas.

## História
A dança pode ter sido de origem mexicana evoluída a partir de uma dança espanhola com influências árabes, dançou com uma viva dupla linha de casais com castanholas.
Uma dança chamada "zarabanda" é mencionada pela primeira vez em 1539 em América Central no poema 'Vida e tempo de Maricastaña', escrito em Panamá por Fernando de Guzmán Mejía. O A dança parece ter sido especialmente popular nos séculos XVI e XVII, inicialmente nas colônias espanholas, antes de atravessar o Atlântico para Espanha.
O padre jesuíta Juan de Mariana achou indecente, descrevendo-o em seu "Tratamento contra os jogos públicos" (Treatise Against Public Amusements, 1609) como "uma dança e uma música tão soltas nas suas palavras e tão feias em é o que é suficiente para excitar emoções ruins mesmo em pessoas muito decentes ". Um personagem de uma farsa de Miguel de Cervantes aludiu à notoriedade da dança dizendo que o inferno era seu "lugar de nascimento e local de criação". Foi banida da Espanha em 1583, mas ainda praticada, mesmo por clérigos e freqüentemente citada na literatura do período (por exemplo, Lope de Vega).
Se espalhou para Itália no século XVII, e para França, onde se tornou uma dança de corte lenta.

## Na música
Vários músicos do Barroco do século XVIII escreveram suites em formulário binário que normalmente incluíam uma sarabanda como o terceiro dos quatro movimentos. Muitas vezes foi emparelhado e seguido por uma giga. Johann Sebastian Bach às vezes deu à sarabanda um lugar privilegiado em sua música, mesmo fora do contexto de conjuntos de dança; em particular, o tema e a 25.ª variação climática de suas Variações Goldberg são ambos sarabandes.